# Platyla stussineri
Platyla stussineri is een slakkensoort uit de familie van de Aciculidae. De wetenschappelijke naam van de soort is voor het eerst geldig gepubliceerd in 1884 door O. Boettger.